# Uparati
Das Sanskritwort Uparati (उपरति) mit der Bedeutung Ersterben, Aufhören ist ein bedeutendes Konzept in der hinduistischen Philosophie des Advaita.

## Etymologie
Das Sanskritsubstantiv Uparati ist zusammengesetzt aus der Vorsilbe upa (उप) darüber, oberhalb und rati (रति) Freude, Genuss, Vergnügen, seinerseits abgeleitet vom Verb ram (रम्) zerstreut sein. Gemeint ist somit der Zustand, der oberhalb sinnlicher Freuden angesiedelt ist.
Ramaḥ (रमः) bedeutet verweilen, sich zerstreuen und uparama (उपरम) das Aufhören sämtlicher Zerstreuungen.

## Definition

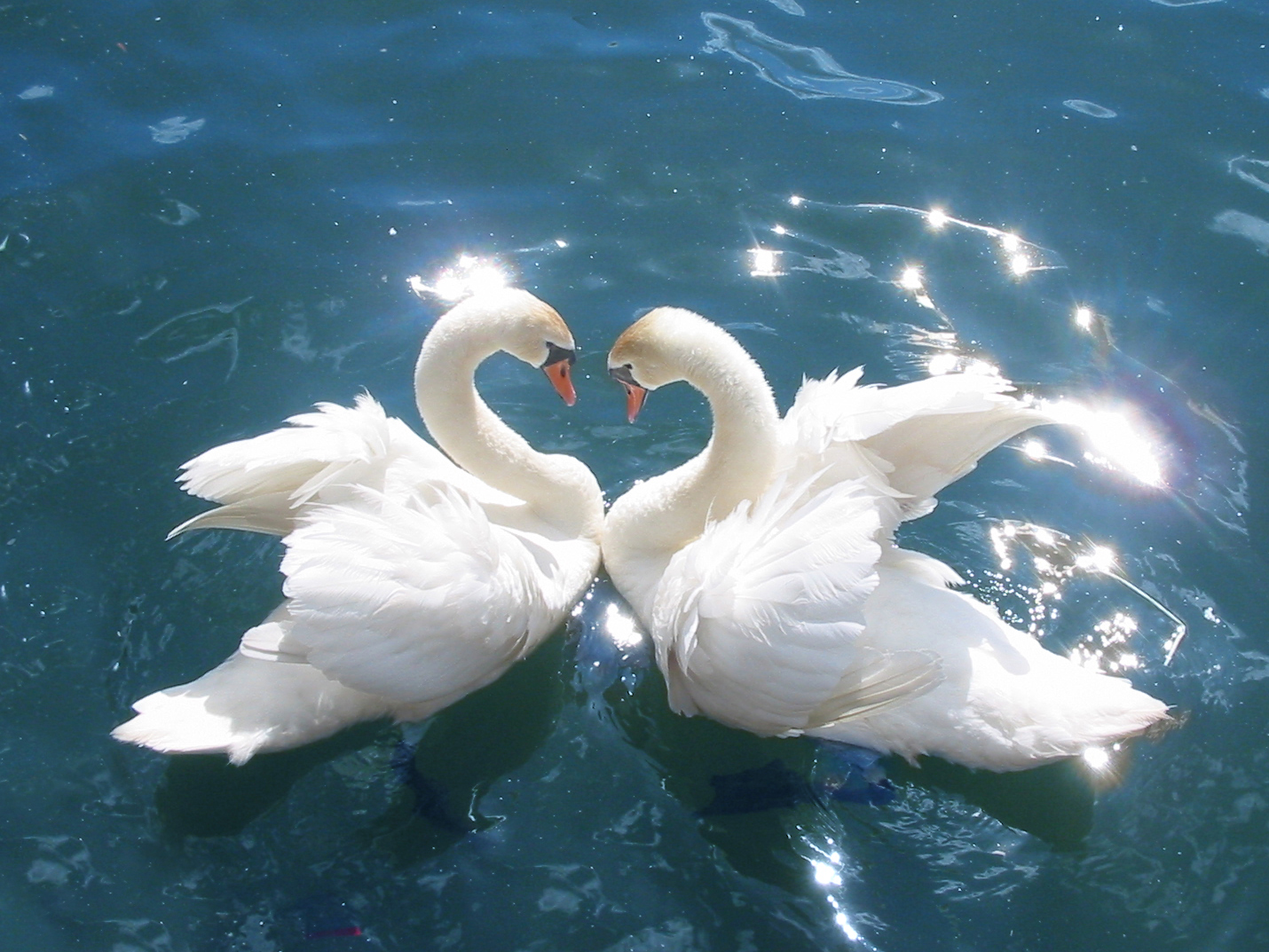
Schwäne (Cygnus olor) – Symbole für Reinheit und Transzendenz im Vedanta

Im Vedanta wird der Begriff Uparati auf dreierlei Weise definiert:
- Als Zurruhekommen und Beendigung sämtlicher weltlicher Aktivitäten
- Als Mittel zur Erlangung von Befreiung (Moksha) durch Leidenschaftslosigkeit[1]
- Als Aussetzen sämtlicher religiöser Zeremonien.[2]

## Beschreibung
Laut dem Tattva Bodha des Adi Shankara besteht Uparati bzw. Uparama in der strikten Einhaltung des eigenen Dharma:

„uparamaḥ kaḥ ? svadharmānuṣṭhānameva“

Notwendige Vorstufen zur Erlangung von Uparati sind Shama (Geisteskontrolle) und Dama (Sinneskontrolle). Shama hindert den Geist, von Sinnlichem in der Außenwelt abgelenkt zu werden und Dama zügelt die Sinnesaktivitäten. Werden diese beiden Vorgänge gemeistert, so entsteht Uparati, das es dem Praktizierenden nun ermöglicht, beim Gegenstand seiner Meditation zu verweilen.

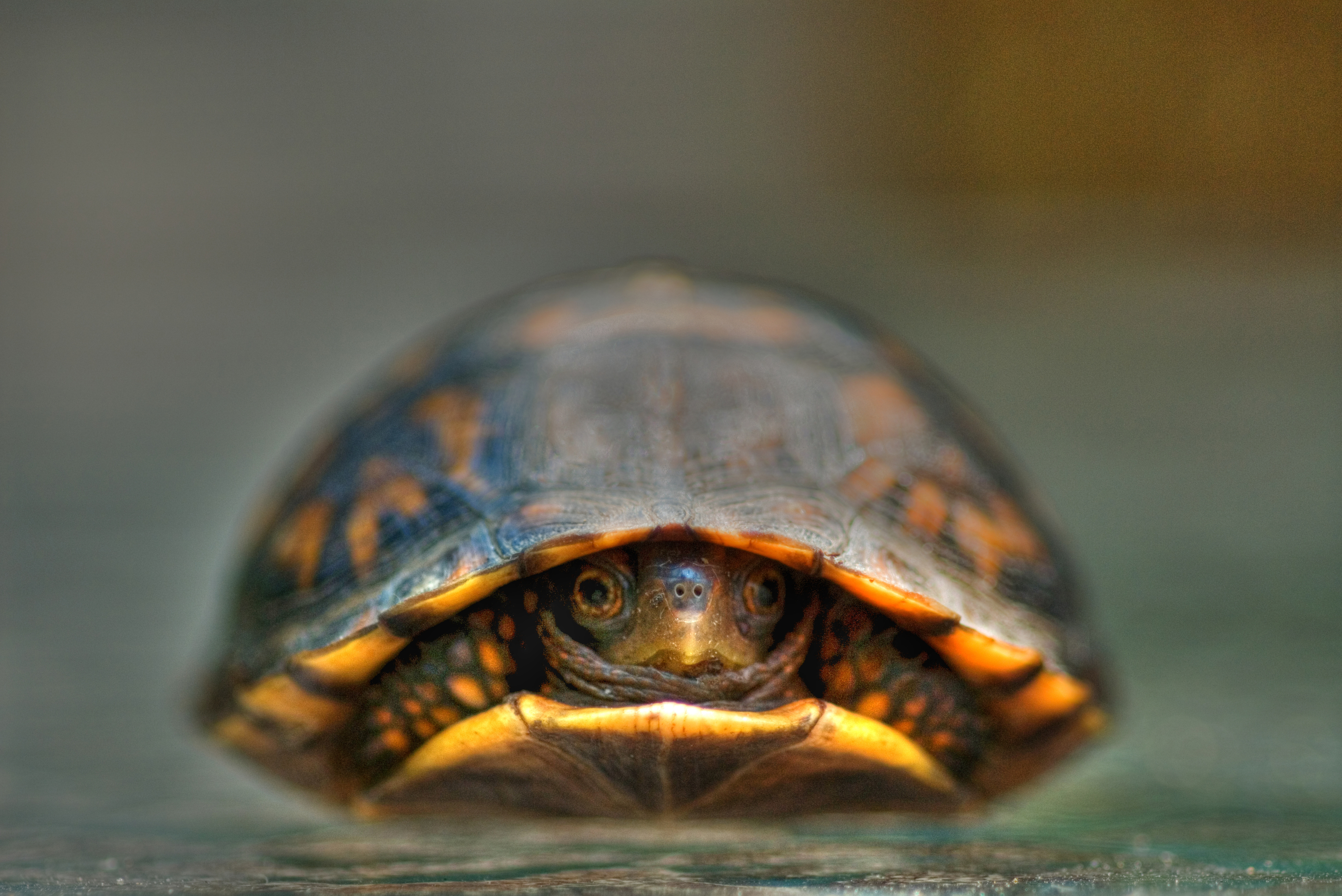
Junge Schildkröte in Rückzugsstellung

Im Vedantasara wird Uparati in den Versen 18–20 als Pratyahara – das Zurückziehen des Selbst- beschrieben. Die Bhagavad Gita vergleicht dieses Verhalten bildlich mit dem Beispiel einer Schildkröte, die ihren Kopf und ihre Gliedmaßen problemlos in ihren Schild einzieht. Vers 21 fährt dann weiter fort:

„nivartitānāmeteṣāṁ tadvyatiriktaviṣayebhya uparamaṇamuparatirathavā vihitānāṁ karmaṇāṁ vidhinā parityāgaḥ“

„Uparati/Uparama bedeutet für die gezügelten Sinnesorgane das Ende ihrer Tendenz, in die Außenwelt abzuschweifen; hiermit geht nebenbei die Aufgabe der von den Schriften vorgeschriebenen Pflichtarbeiten einher“

Uparati im Einklang mit Shama, Dama, Titiksha (dem Ertragen von Gegensätzen), Samadhana (ständige Verstandeskonzentration) und Shraddha (Glaube an die Wahrheiten des Vedanta) zählt zu den sechs inneren Reichtümern (Shat-sampat), die den nach Befreiung Suchenden (angetrieben von Mumukshutva – Verlangen nach spiritueller Befreiung) das Wissen des Brahman letztendlich zuteilwerden lassen.
Shama und Dama sind mit bewussten Anstrengungen verbunden, wohingegen Uparati keinerlei Mühen mehr bereitet. Der Zustand des Uparati, d. h. die vollständige Abkehr von aktivem Handeln und den damit verbundenen Pflichten, führt zu Gleichmut, innerer Gemütsruhe und Freude. Der Schlüssel zur Mühelosigkeit von Uparati liegt nicht in einer rein mechanischen Kontrollfunktion, sondern darin begründet, dass ein höheres Niveau für den Geist erreicht wird. Dies erklärt auch die Bhagavad Gita in Vers 2,59:

„विषया विनिवर्तन्ते निराहारस्य देहिनः ।
रसवर्जं रसोऽप्यस्य परं दृष्ट्वा निवर्तते ॥२- ५९॥“

„viṣayā vinivartante nirāhārasya dehinaḥ
rasa-varjaṁ raso ‘py asya paraṁ dṛṣṭvā nivartate“

„Die verkörperte Seele kann zwar von Sinnenfreuden zurückgehalten werden, doch der Geschmack für die Sinnenobjekte bleibt. Wenn sie jedoch solche Neigungen aufgibt, da sie einen höheren Geschmack erfährt, ist sie im Bewußtsein gefestigt“

Ein zur Pflichterfüllung erzogener Geist ist unfrei und somit nicht in der Lage, echte Weisheit zu erlangen. Nur durch völlige Entsagung (tyāga) haben einige Wahrheitssucher Unsterblichkeit – das Verschmelzen von Werden und Sein – erreicht,  nicht jedoch durch Rituale, Nachfahren oder Anhäufung von Reichtümern. Dies wird in der Kaivalya-Upanishad wie folgt ausgedrückt:

„न कर्मणा न प्रजया धनेन त्यागेनैके अमृतत्वमानशुः“

„na karmaņā na prajyā dhanena tyāgenaike amṛtatvamānaśuḥ“

Das Ergebnis von Vairagya ist Bodha, d. h. spirituelle Weisheit, die ihrerseits wiederum zu Uparati führt. Im Vers 23 des Vivekachudamani wird als höchste Form von Uparati (Zurückziehen des Selbst) der Zustand angesehen, in dem sich unsere Gedankenwellen frei von sämtlichen Einflüssen der Außenwelt ausbreiten können.
Yoga ist ein aktiver Vorgang und benötigt pravṛtti, wohingegen Jnana nivṛttiḥ erfordert, die Abwendung von jeglicher Aktion. Bei Uparati kommen Handlungen ebenfalls zum Erliegen, dennoch bleibt das Erlangen von Weisheit als Brennpunkt weiter bestehen. Uparati stellt sich ein, sobald unsere Sinne und unser Geist damit aufhören, sich in Sinnesobjekten zu zerstreuen und anfangen, im Selbst zu verweilen.
Prinzipiell bedingt Uparati das Sichenthalten von jeglichen Handlungen inklusive selbst der in den Shastras empfohlenen Zeremonien. Uparati ist somit der Geisteszustand, der immerfort und ohne Fehl von śravaṇam (Hören), mananam (Denken) und nidhidhyāsanam (dauerhafte und ununterbrochene Meditation), erfüllt wird.